# 巴黎国家歌剧院
巴黎国家歌剧院（法語：Opéra de Paris），又简称巴黎歌剧院（法語：Opéra national de Paris），是法國具代表性的歌劇、芭蕾舞演出團體之一，成立於1669年。主要演出場地是加尼叶宫和巴士底歌劇院。

## 外部連結
- 维基共享资源上的相關多媒體資源：巴黎国家歌剧院
- 官方网站（法文）（英文）
- 巴黎国家歌剧院的新浪微博